# Carina Burman
Annie Carina Persson Burman, född 22 oktober 1960 i Norrköpings S:t Johannes församling, Östergötlands län, är en svensk författare och litteraturvetare, verksam som forskare vid Uppsala universitet.

## Biografi
Burman är docent i litteraturvetenskap. Burmans litterära författarskap har ofta haft ett nära samband med hennes litteraturvetenskapliga forskning. Hon disputerade i litteraturvetenskap vid Uppsala universitet 1988 med en avhandling om Johan Henrik Kellgren. En litterär gestaltning av Kellgrens liv följde sedan i romandebuten Min salig bror Jean Hendrich 1993. "Jag började skriva en roman eftersom det blev material över som jag inte kunde använda vetenskapligt", säger Burman själv (intervju i tidskriften Biblioteket i fokus 2001).
Hon är sedan 1983 gift med Lars Burman, även han litteraturvetare och tidigare överbibliotekarie på Uppsala universitetsbibliotek.
Som forskare har Burman ägnat sig åt flera editionsprojekt i Svenska Vitterhetssamfundets regi och i samarbete med sin make Lars Burman: Kellgrens skrifter (1995), flera verk av Bremer samt Erik Gustaf Geijers dikter (1999). Och återigen gav det vetenskapliga arbetet effekt i det litterära skapandet: om Geijers förhållande till Amalia von Helvig handlar romanen Islandet (2001).

## Författarskap
Romanen Den tionde sånggudinnan (1996) handlar om en ung kvinnlig litteraturhistoriker i Uppsala 1909, som bedriver oväntat spännande och intrikata arkivstudier kring Sophia Elisabet Brenner. Samtidigt arbetade Burman själv med en edition av en annan kvinnlig författares, Fredrika Bremers, brev. Denna edition utkom i två band 1996. Till Bremers liv återkom Burman med en biografi 2001.
Två av Burmans romaner utspelas i nutid, Cromwells huvud: antropologisk komedi (1998) och Kärleksroman (2009). Den förra är en antropologisk roman, som utspelar sig i universitetsstaden Cambridge, den senare en kärlekshistoria i Visby med klang av både trettiotalsschlager och Hjalmar Gullberg. I övrigt utgörs Burmans produktion mest av historiska romaner med litterära motiv. Språket i de historiska romanerna utmärks av pastischer på tidigare epokers litterära språk. I de senaste romanerna Babylons gator (2004), Vit som marmor (2006) och Hästen från Porten (2008) prövar författaren (liksom redan i Den tionde sånggudinnan) kriminalromanens form, dock med en klar litteraturhistorisk anknytning: huvudperson i de tre romanerna är (den fiktiva) 1800-talsförfattarinnan och amatördetektiven Euthanasia Bondeson. Babylons gator har översatts till engelska och polska.
År 2007 utkom Burman med K.J. en biografi över Klara Johanson om litteraturkritikern och essäisten Klara Johanson.

### Fackböcker
- 1987 – Västgöten Johan Henric Kellgren
- 1988 – Vältalaren Johan Henric Kellgren (doktorsavhandling)
- 1990 – Texter från svenskt 1600- och 1700-tal (red: Carina & Lars Burman)
- 1992 – Poetiskt och prosaiskt: texter från svenskt 1600- och 1700-tal (urval och inledning: Carina och Lars Burman)
- 1995 – Skrifter av Johan Henric Kellgren; under redaktion av Carina och Lars Burman och med inledning av Torgny Segerstedt
- 1995 – Mamsellen och förläggarna: Fredrika Bremers förlagskontakter 1828–1865
- 1995 – Livet i gamla världen: Palestina av Fredrika Bremer; under redaktion av Carina och Lars Burman och med inledning av Knut Ahnlund
- 1999 – Dikter av Erik Gustaf Geijer; under redaktion av Carina och Lars Burman och med inledning av Torgny Segerstedt
- 2001 – Bremer: en biografi
- 2003 – Tage Danielsson, Tegnér och traditionen
- 2004 – Den finländska Sapfo: Catharina Charlotta Swedenmarcks liv och verk
- 2007 – K.J.: en biografi över Klara Johanson
- 2011 – Djävulspakten: Gösta Ekmans liv och konstnärskap
- 2011 – Folk jag aldrig mött
- 2016 – Vi romantiska resenärer. Med Ellen Rydelius i Rom
- 2019 – Bellman - Biografin
- 2023 – Drottningar och pretendenter: om guldålderns deckarförfattarinnor

### Romaner
- 1993 – Min salig bror Jean Hendrich
- 1996 – Den tionde sånggudinnan
- 1998 – Cromwells huvud: antropologisk komedi
- 1999 – Hammaren
- 2001 – Islandet
- 2004 – Babylons gator: ett Londonmysterium
- 2006 – Vit som marmor: ett romerskt mysterium
- 2008 – Hästen från Porten: ett österländskt äventyr
- 2009 – Kärleksroman
- 2021 – God natt, madame
- 2025 – Döden tar semester

## Priser och utmärkelser
- 2001 – Lundequistska bokhandelns litteraturpris
- 2002 – Tegnérpriset
- 2007 – Lotten von Kraemers pris
- 2008 – Birger Schöldströms pris
- 2015 – Eric och Ingrid Lilliehööks stipendium[2]
- 2017 – Disapriset
- 2023 – Delblancpriset
- 2023 – Samfundet De Nios Särskilda pris